# ParangNormal Activity
ParangNormal Activity, resa graficamente #ParangNormal Activity, è una serie televisiva filippina.

## Trama
Tre ragazzi nerd incontrano e fanno amicizia con una graziosa ragazza fantasma. Questo sarà solo l'inizio di una serie di spassose e spaventose avventure che cambieranno le loro vite.

## Personaggi

### Personaggi principali
- Red, interpretato da Andre Garcia
- Charlie, interpretata da Ella Cruz
- Blue, interpretato da Francis Magundayao

### Personaggi secondari
- Gino, interpretato da Kokoy de Santos
- Samantha, interpretata da Adrianna So
- Frannie, interpretatq da Trina Legaspi
- Norman, interpretato da Nico Nicolas

### Personaggi guest star
- Don Juan, interpretato da Marco Alcaraz
- Dexter, interpretato da Joem Bascon
- Jason, interpretato da Mark Neumann
- Sir Mancao, interpretato da Archie Alemania
- Dr. Ralston, interpretato da Joross Gamboa
- Javier, interpretato da JC Santos
- Johnny Cabagnot, interpretato da Joel Saracho
- Sir Raul, interpretato da Lou Veloso
- Dr. Roman Galvez, interpretato da John Regala
- Emily, interpretata da Lilia Cuntapay
- Dr. Reyes, interpretato da Mon Confiado

## Episodi
| Stagione         | Episodi | Prima TV |
| ---------------- | ------- | -------- |
| Prima stagione   | 13      | 2015     |
| Seconda stagione | 13      | 2015     |
| Terza stagione   | 4       | 2016     |
| Quarta stagione  | 13      | 2016     |